# Ciudad Juárez
Ciudad Juárez is de grootste stad in de deelstaat Chihuahua in het noorden van Mexico. De stad ligt aan de Río Bravo, tegenover de Amerikaanse stad El Paso. Het is de hoofdplaats van de gemeente Juárez en heeft 1.601.452 inwoners.

## Geschiedenis
De stad werd in 1659 gesticht als Paso del Norte, gelegen aan de handelsroute die Mexico-Stad verbond met Santa Fe. Na de Vrede van Guadalupe Hidalgo na de Amerikaans-Mexicaanse Oorlog in 1848 werd de stad gesplitst in twee delen; het gedeelte ten noorden van de Río Grande werd de Amerikaanse stad El Paso.
Tijdens de Franse Interventie in Mexico was Paso del Norte een tijdje zetel van de regering van de liberalen onder president Benito Juárez, in het nauw gedreven door de Franse en keizerlijke troepen. In 1888 werd de stad ter ere van Benito Juárez hernoemd. Aan het einde van de 19e eeuw maakte Juárez na de aanleg van de spoorlijnen en de mijnbouw een sterke groei door.
Tijdens de beginfase van de Mexicaanse Revolutie, in 1911, viel de stad in handen van de revolutionairen van Francisco I. Madero, Pancho Villa en Pascual Orozco. Madero tekende hier vervolgens het verdrag van Ciudad Juárez met vertegenwoordigers van president Porfirio Díaz, waarbij deze besloot af te treden. Later in de revolutie, in 1913 en 1914, was Ciudad Juárez opnieuw strijdtoneel, dit keer tussen Villa's Divisie van het Noorden en de Federalen.
Het inwoneraantal van de stad is sterk toegenomen sinds Mexico in 1994 is toegetreden tot de Noord-Amerikaanse Vrijhandelsorganisatie. Veel Amerikaanse bedrijven hebben vestigingen, de zogenaamde maquiladoras, in Ciudad Juárez gevestigd, om te kunnen profiteren van de lage arbeidskosten in Mexico. Hierdoor zijn veel arme Mexicanen in Ciudad Juárez gaan werken. Met ongeveer 60.000 personen die per dag de grens oversteken is de grensovergang tussen Ciudad Juárez en El Paso een van de drukste ter wereld.

## Demografie
Volgens de census van 2005 heeft Ciudad Juárez 1.301.452 inwoners. Het stedelijk gebied van Ciudad Juárez-El Paso heeft meer dan 2,3 miljoen inwoners en is daarmee een van de grootste multinationale metropolen ter wereld.
In de jaren 90 en de jaren 00 was Juárez een van de snelstgroeiende steden van Mexico, van 1990 tot 2005 is het inwoneraantal bijna verdubbeld. Het Nationaal Instituut voor Statistiek, Geografie en Informatica (INEGI) verklaarde echter in 2010 dat volgens zijn schattingen wegens het extreme drugsgeweld in de stad een half miljoen inwoners Ciudad Juárez ontvlucht zijn.

## Economie
De handel met de VS en Canada nam na 1994 toe. Mexico was toen toegetreden tot de Noord-Amerikaanse Vrijhandelsorganisatie.
Door veel geweld dat de drugsoorlog met zich meenam, daalde werkgelegenheid flink en had vooral Ciudad Juarez hiermee te maken. In Ciudad Juarez was het werkloosheidspercentage in 2001 3,1% t.o.v de beroepsbevolking. In 2011 was het werkloosheidspercentage echter 6,5%. Het aantal banen groeide echter wel weer, omdat de overheid van Mexico er alles aan deed om de werkloosheid te laten dalen in Ciudad Juarez. Dit lukte de Mexicaanse overheid ook, want in 2013 was het werkloosheidspercentage gedaald naar 5,4% van de beroepsbevolking.

## Misdaad
Juárez is zowel in Mexico als internationaal berucht vanwege de criminaliteit en onveiligheid in de stad; zij staat bekend als 'de gevaarlijkste stad buiten oorlogsgebied'. De stad is de hoofdbasis van het Juárezkartel. Vooral sinds de Mexicaanse regering eind 2006 de oorlog verklaarde aan de drugskartels heeft het drugsgeweld extreme proporties aangenomen. In 2008 en 2009 was Ciudad Juárez de moorddadigste stad ter wereld, met 1300 doden in 2008, het dubbele in 2009, en 3660 in 2010. Tegenwoordig vindt bijna een derde van alle drugsgerelateerde moorden in Mexico plaats in Ciudad Juárez.
Sinds de jaren 90 is Ciudad Juárez de locatie van een groot aantal moorden op vrouwen, voornamelijk op jonge maquiladora-arbeidsters. Tot nu toe zijn er meer dan 544 moorden bekend, plus enkele honderden verdwijningen. Sinds er een aantal verdachten gevangen is genomen, van wie Abdul Latif Sharif de beruchtste was, zijn de moorden nog niet opgehouden. De autoriteiten worden regelmatig door feministische en mensenrechtengroeperingen bekritiseerd, omdat ze er niet in slagen de moorden te doen stoppen.
In 2006 is een film gepubliceerd onder de naam Bordertown over de moorden in de plaats Juárez. Met de film wordt duidelijk gemaakt wat er zoal speelt in dit gebied van Mexico.
In 2015 werd de thriller Sicario van Denis Villeneuve uitgebracht. De film gaat over de meedogenloosheid van het geweld in de Mexicaanse drugswereld tussen kartelleden en de autoriteiten en speelt zich voor een deel af in Juárez.

## Geboren
- Gilbert Roland (1905-1994), acteur
- Abelardo Escobar Prieto (1938-2019), ingenieur en politicus
- Kitten Natividad (1948-2022), pornoster en exotisch danseres
- Luis Montes (1986), voetballer

## Galerij

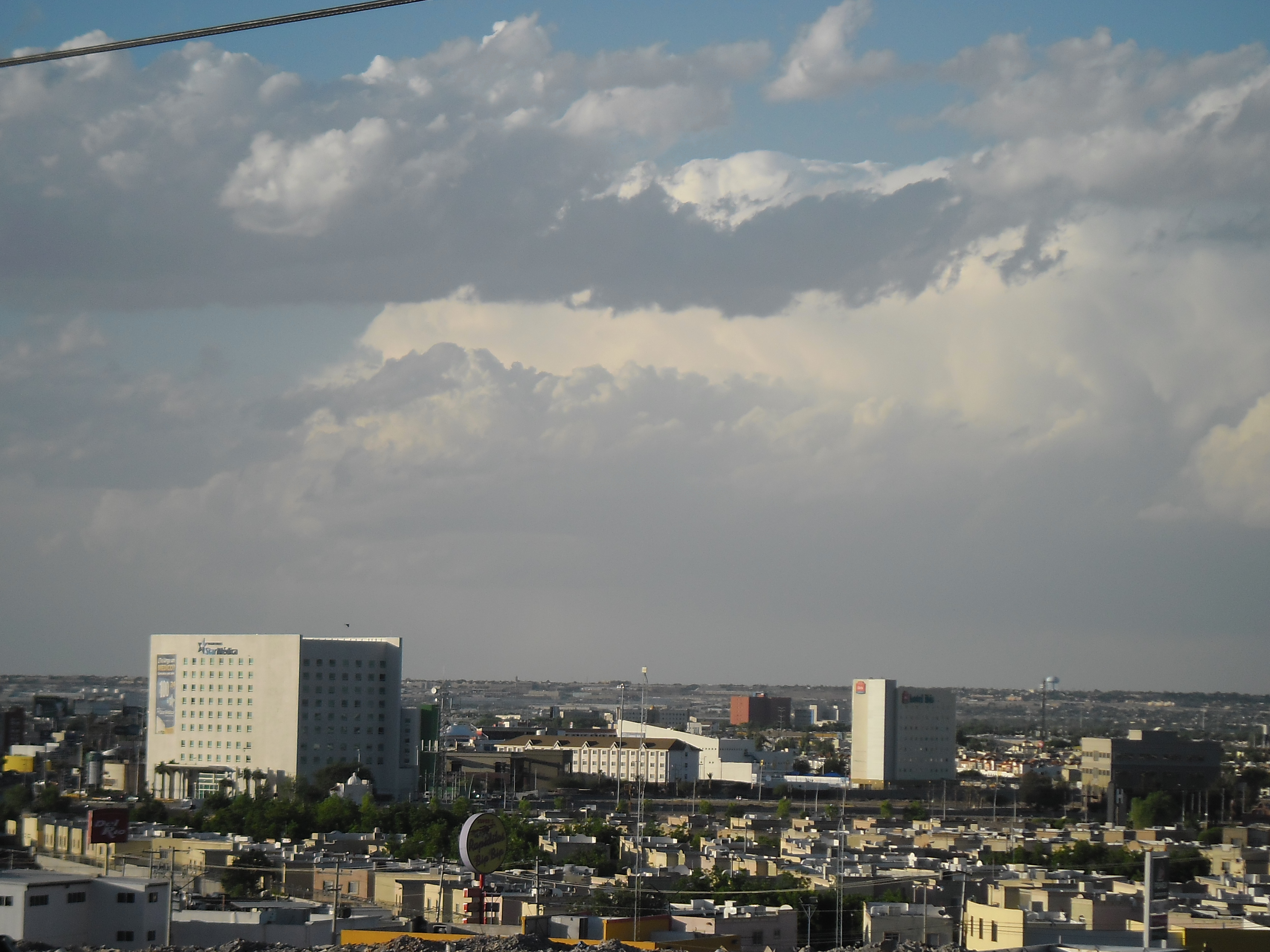
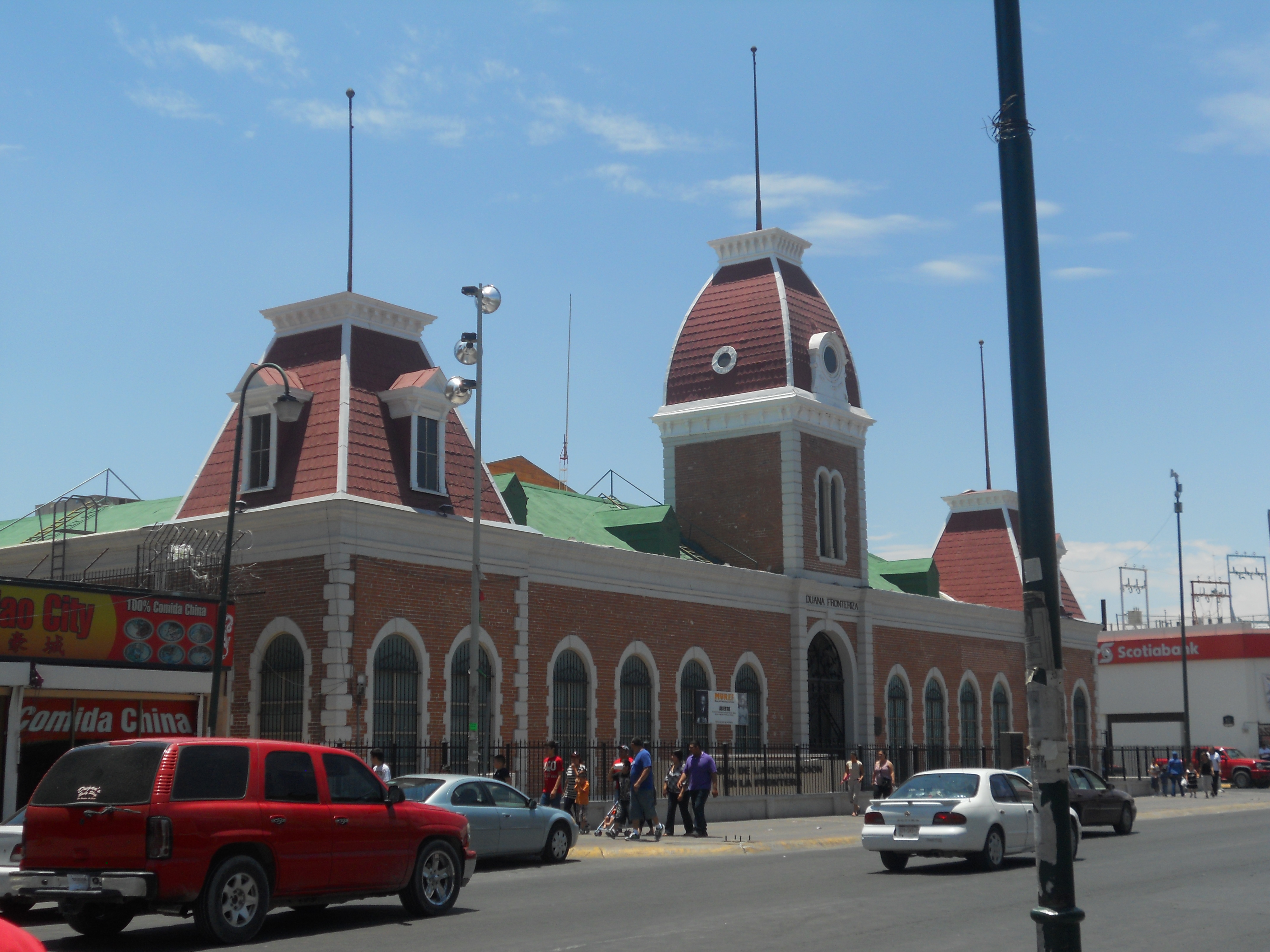
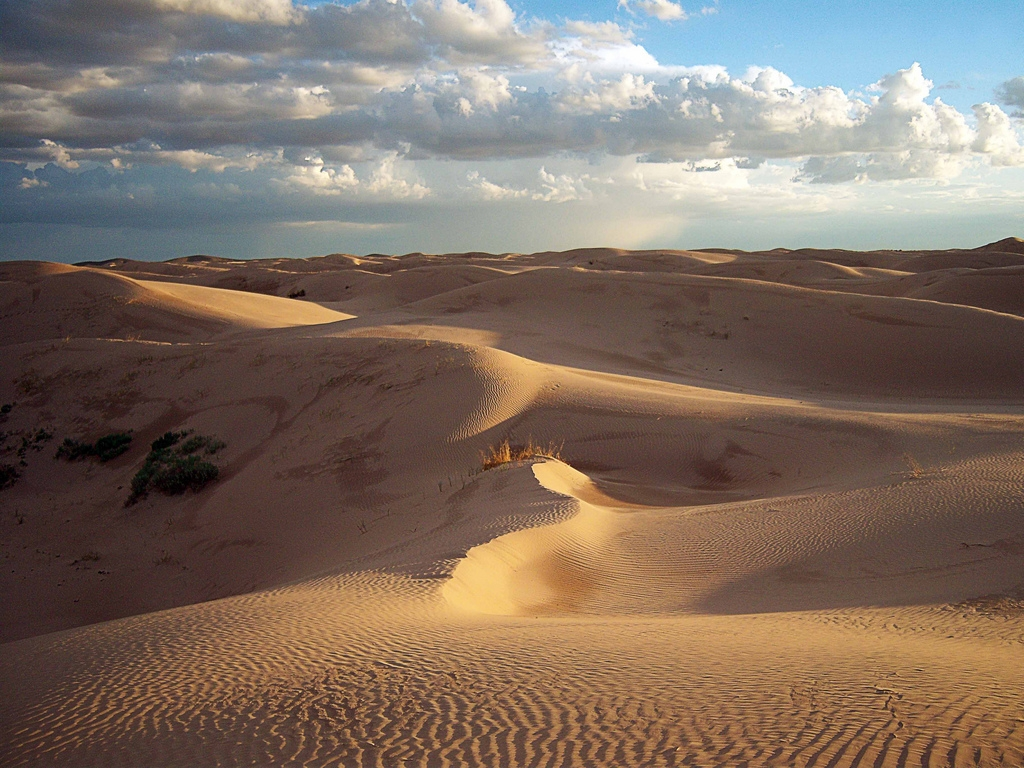
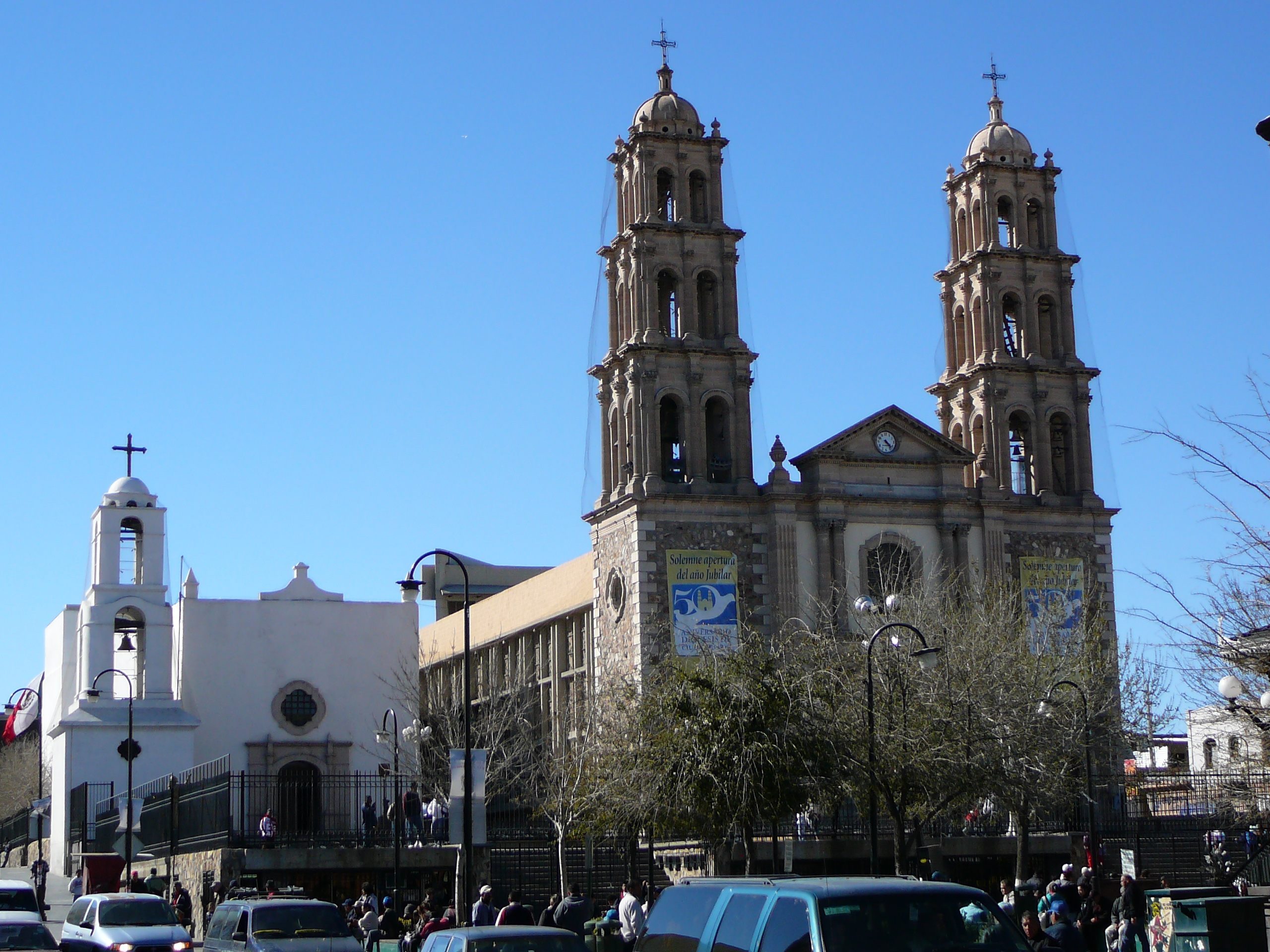
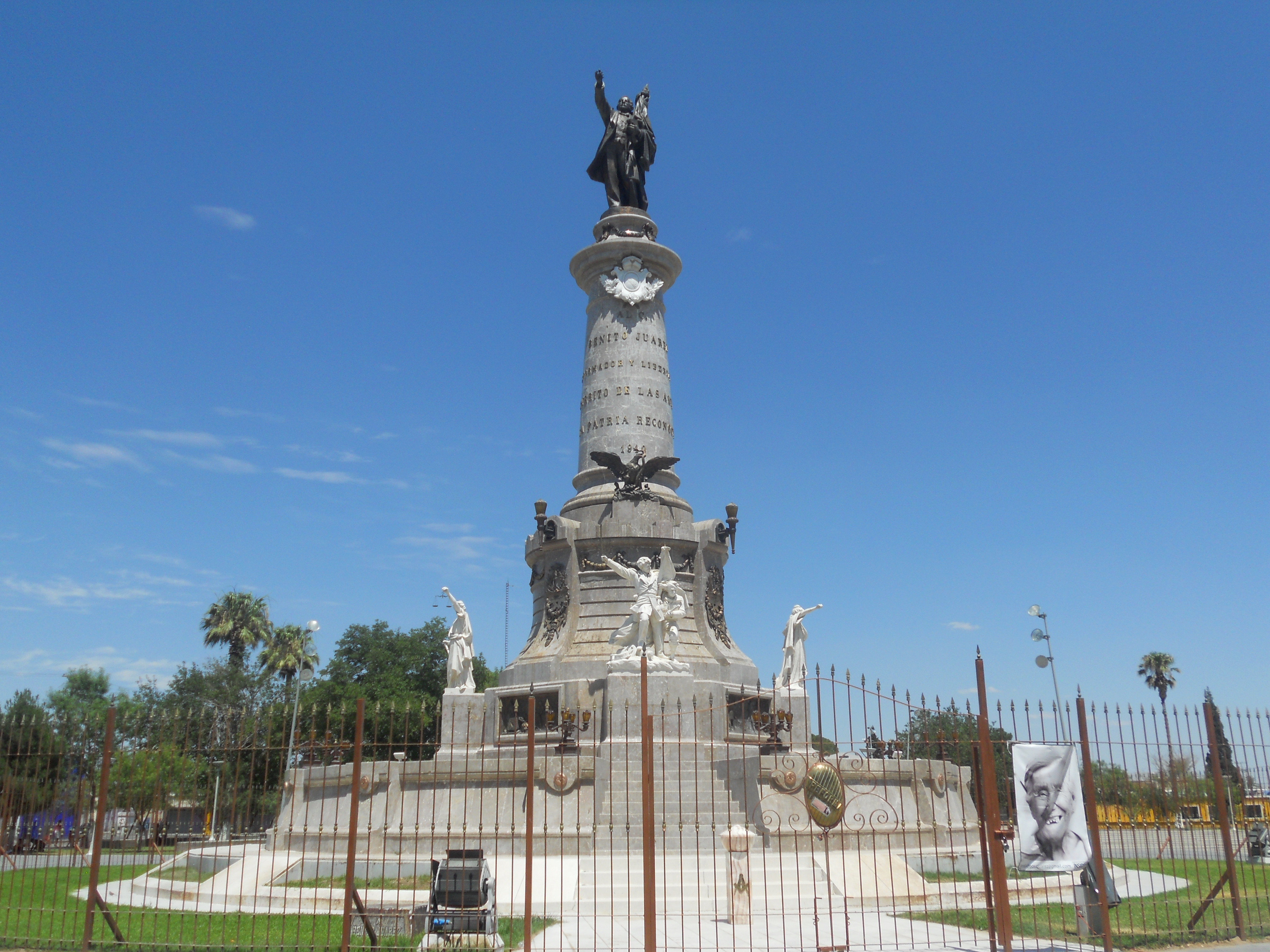
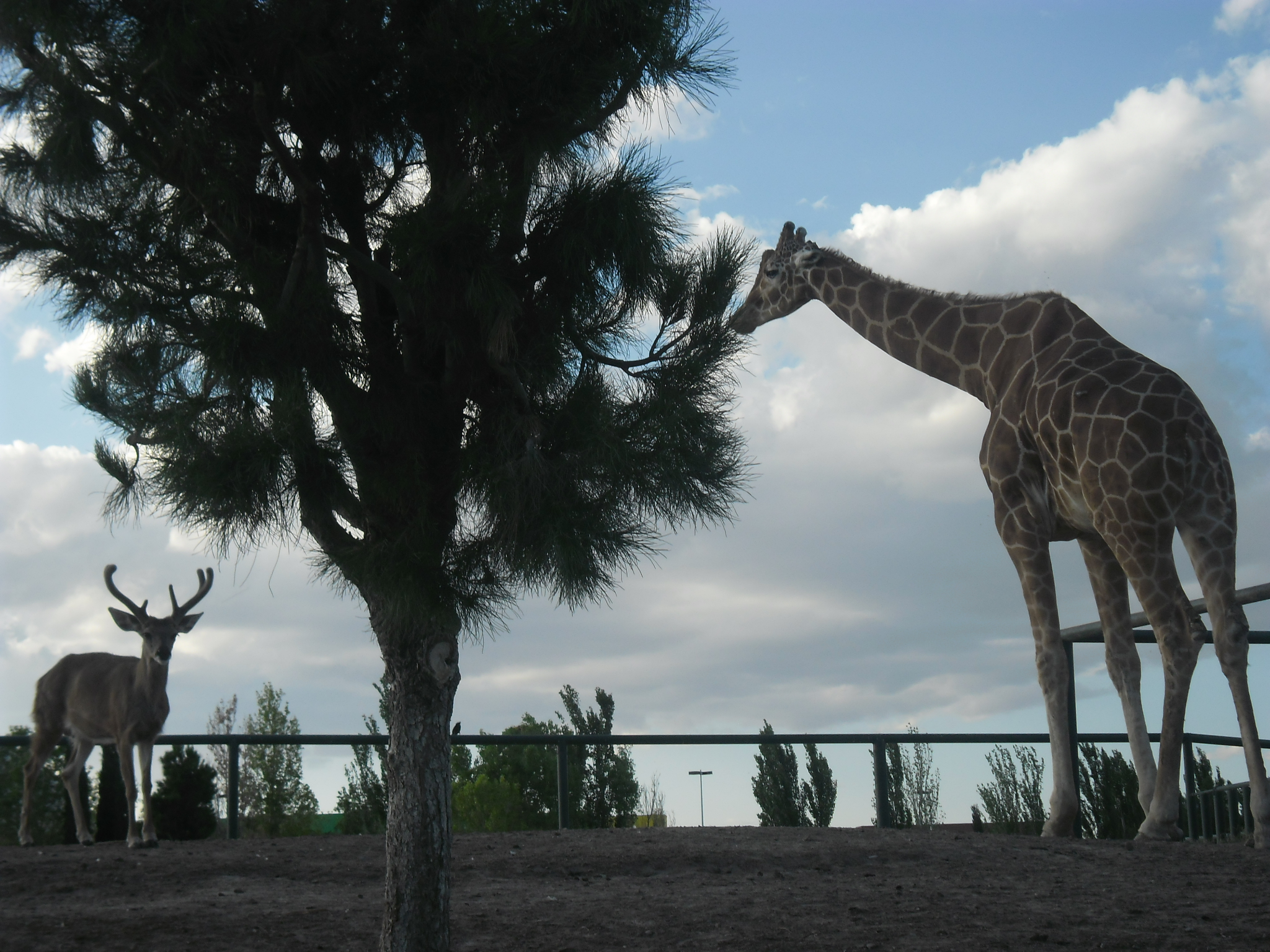